# Meike Peters

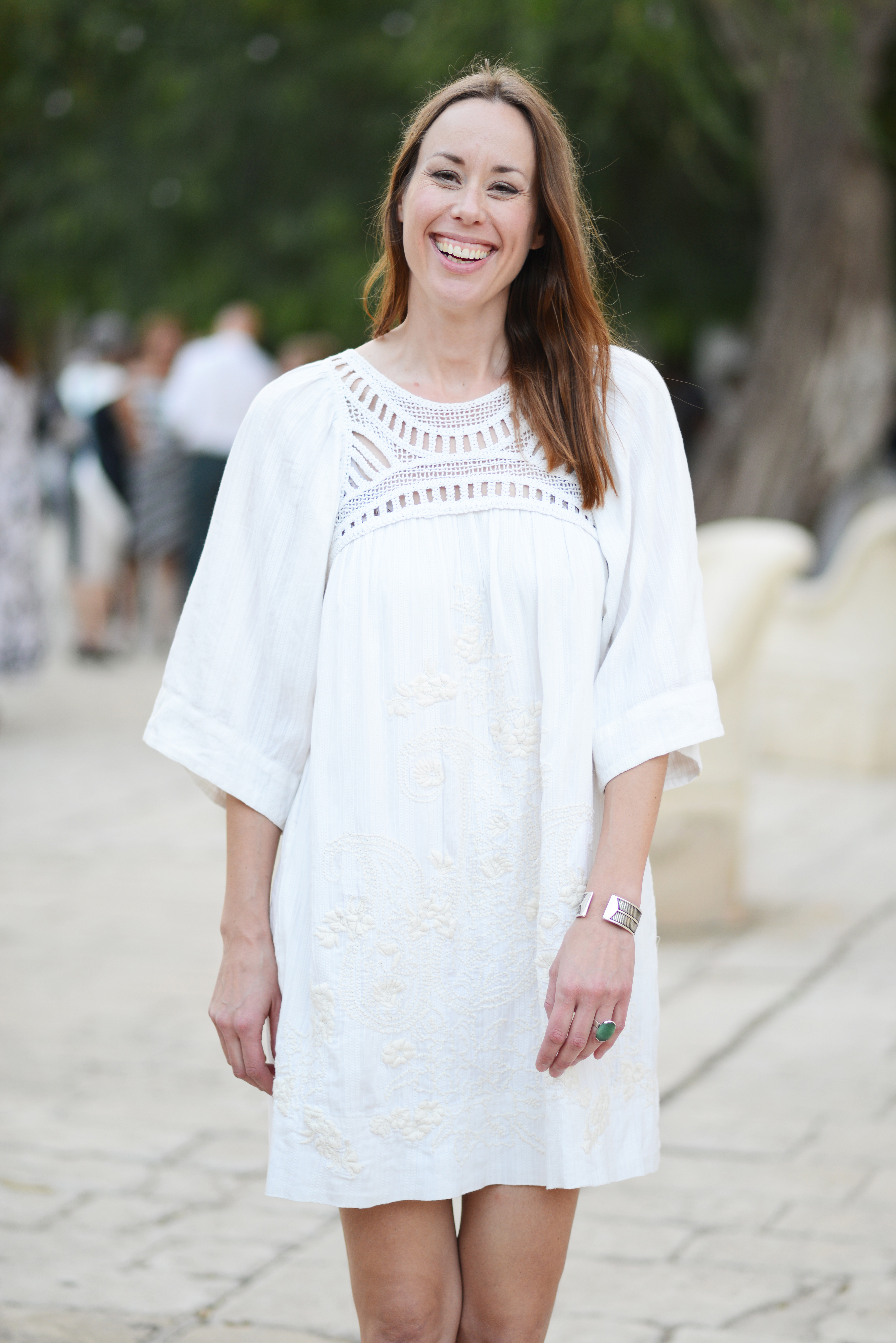
Meike Peters

Meike Peters (* Köln) ist eine deutsche Kochbuchautorin, Gewinnerin des James Beard Foundation Awards, Bloggerin, Fotografin und Podcasterin. Sie schreibt für internationale Zeitschriften über Essen und Reisen.

## Werdegang
Sie studierte Architektur und arbeitete im Anschluss 15 Jahre lang in der Musikbranche, bevor sie 2013 den Food Blog Eat In My Kitchen ins Leben rief und dort im ersten Jahr täglich ein Rezept veröffentlichte. Ihre Rezepte vereinen deutsche und mediterrane Einflüsse. Meike Peters lebt und arbeitet in Berlin und verbrachte viele Jahre in Malta. Ihr Buch 365 ist der maltesischen Journalistin Daphne Caruana Galizia gewidmet.
Ihr erstes Kochbuch, Eat In My Kitchen, erschien 2016 auf Deutsch und Englisch und gewann 2017 den James Beard Award in der Kategorie „General Cooking“. 2019 folgte ihr Buch 365: Jeden Tag einfach kochen und backen, eine Sammlung von 365 ihrer Rezepte für jeden Tag des Jahres. Die Kochbücher standen auf der Liste der Besten Kochbüche der New York Times im Herbst 2019 bzw. im Herbst 2016. Ihr drittes Buch, NOON, wurde 2023 im Prestel Verlag auf Deutsch und bei Chronicle Books auf Englisch veröffentlicht. Seit 2021 lädt sie Gäste zu ihrem Podcast Meet in My Kitchen in ihre Berliner Küche ein, es gibt deutsche und englische Episoden.

## Auszeichnungen
- 2017 James Beard Foundation Award in der Kategorie „General Cooking“ für Eat In My Kitchen
- 2020 Gourmand Award für 365: A Year of Everyday Cooking and Baking

## Bücher
- Eat In My Kitchen. Prestel Verlag (Verlagsgruppe Random House), München 2016, ISBN 978-3-7913-8199-2.
- 365: Jeden Tag einfach kochen und backen. Prestel Verlag (Verlagsgruppe Random House), München 2019, ISBN 978-3-7913-8199-2.
- Noon. Einfache Mittagsgerichte für jeden Tag. Prestel Verlag (Verlagsgruppe Random House), München 2023, ISBN 978-3-7913-8945-5.
- Noon (englisch). Chronicle Books, San Francisco, 2023, ISBN 978-1-79722-280-6.